# Speed skiing
Speed skiing er en sport, der i al sin enkelhed går ud på at komme hurtigt ned ad en bakke på ski. Banen er nærmest lodret, og der foretages ingen sving på banen. De professionelle speedskiløbere binder deres underarme fast på overlårene, dels for at få en aerodynamisk stil, men også for at undgå, at luftmodstanden får dem til at rejse sig op.
Verdensrekorden blev sat i marts 1997 af Phillippe Billy. Han nåede en tophastighed på 243 km/t.
I 1999 satte østrigeren, Harry Eggers, ny rekord, med farten 248 km/t.
Den 22. marts 2023 satte Simon Billy en ny verdensrekord med 255.500 km/t.